# Çamlıdere (Ankara)
Çamlıdere ist eine Stadtgemeinde der Provinz Ankara, deren Gebiet sich mit dem des gleichnamigen İlçe (staatlicher Verwaltungsbezirk) deckt. Die Gemeinde gehört zur Großstadtkommune Ankara (Ankara Büyükşehir Belediyesi) und bildet eine von deren Stadtteilsgemeinden.
Bis Ende 2012 bestanden noch 41 Dörfer (Köy) organisiert in zwei Bucaks (Peçenek und dem zentralen Bucak Merkez bucağı). Des Weiteren gab es noch die Gemeinde (Belediye) Peçenek die im Ganzen ebenso im Zuge der Verwaltungsreform 2013 in ein Stadtviertel (Mahalle) umgewandelt wurde. Dabei zählte jedes Dorf als eigenes Mahalle. Die Zahl der Mahalles stieg von 7 (Ende 2012) auf derzeit 48 an.
Der Bezirk liegt an der Nordwestgrenze der Provinz Ankara und wird im Südosten und Nordosten vom Bezirk Kızılcahamam und im Nordwesten von der Provinz Bolu umschlossen; im Süden grenzt er an die Bezirke Güdül und Beypazarı. Die Landschaft ist gebirgig und zu 66 % mit Nadelbaum- (Kiefern) und Eichenbeständen bewaldet. Klimatisch liegt der Bezirk im Übergang vom zentralanatolischen zum pontischen Klima. Der im Bezirk gelegene Çamlıdere-Stausee sichert 70 % des Trinkwassers von Ankara.
Der alte Name von Çamlıdere war Ali Dede Şeyhler köyü. Der Name bezieht sich auf einen Şeyh Ali Semerkandi, der sich im 15. Jahrhundert dort niedergelassen hatte. Seine Türbe, die ein gut besuchtes Wallfahrerziel ist, befindet sich in Çamlıdere. Das Dorf Ali Dede Şeyhler befand sich im Nahiye Şorba des Kaza (osmanischer Gerichtsbezirk und Vorläufer der İlçe) Yabanabad (das heutige Kızılcahamam). 1907 wurde das Verwaltungszentrum der Nahiye Şorba in das Dorf Ali Dede Şeyhler verlegt. 1930 wurde Yabanabad in Kızılcahamam umbenannt und die Nahiye wurde zum Bucak. 1935 änderte sich dann der Name der Siedlung und des Bucak in Çamlıdere. 1953 wurde dann Çamlıdere zum İlçe erhoben.